# Тебешир
Тебеширите (от турски: Tebeşir) обикновено са дълги, цветни пръчици от калциев карбонат, най-често използвани за рисуване по асфалт и бетон. Тебеширите за черна дъска са малко по-къси.
Художници като Кърт Венер, Елис Галахър и Джулиън Бийвър и др. стават известни именно с изкуството да рисуваш с тебешир. По целия свят се провеждат конкурси за любителите на този вид изкуство, например през 2010 г. такъв конкурс е проведен в Ливърпул.